# Чумулешть
Чумулешть, Чумулешті (рум. Ciumulești) — село у повіті Сучава в Румунії. Входить до складу комуни Ваду-Молдовей.
Село розташоване на відстані 327 км на північ від Бухареста, 32 км на південь від Сучави, 93 км на захід від Ясс.

## Населення
За даними перепису населення 2002 року у селі проживала 491 особа, усі — румуни. Усі жителі села рідною мовою назвали румунську.